# Paskivșciîna, Zhurivka
Paskivșciîna (în ucraineană Пасківщина) este o comună în raionul Zhurivka, regiunea Kiev, Ucraina, formată numai din satul de reședință.

## Demografie
Componența lingvistică a comunei Paskivșciîna
     Ucraineană (98,28%)
     Rusă (1,59%)
     Alte limbi (0,13%)
Conform recensământului din 2001, majoritatea populației comunei Paskivșciîna era vorbitoare de ucraineană (98,28%), existând în minoritate și vorbitori de rusă (1,59%).